# Field Music
Field Music je anglická rocková skupina, která vznikla v roce 2004 ve městě Sunderland. Skupinu tvoří bratři David a Peter Brewisovi a zpočátku ve skupině působil ještě klávesista Andrew Moore. Při koncertech skupinu doprovází další hudebníci. Své první album skupina vydala v roce 2005, v následujícím roce pak následovalo kompilační album složené z raritních nahrávek a do roku 2012 skupina vydala další tři studiová alba; v roce 2012 také vyšlo album složené z coververzí písní různých autorů.

## Diskografie
- Field Music (2005)
- Write Your Own History (2006)
- Tones of Town (2007)
- Field Music (Measure) (2010)
- Plumb (2012)
- Field Music Play… (2012)
- Music for Drifters (2015)
- Commontime (2016)